# Jüdischer Friedhof (Bork)

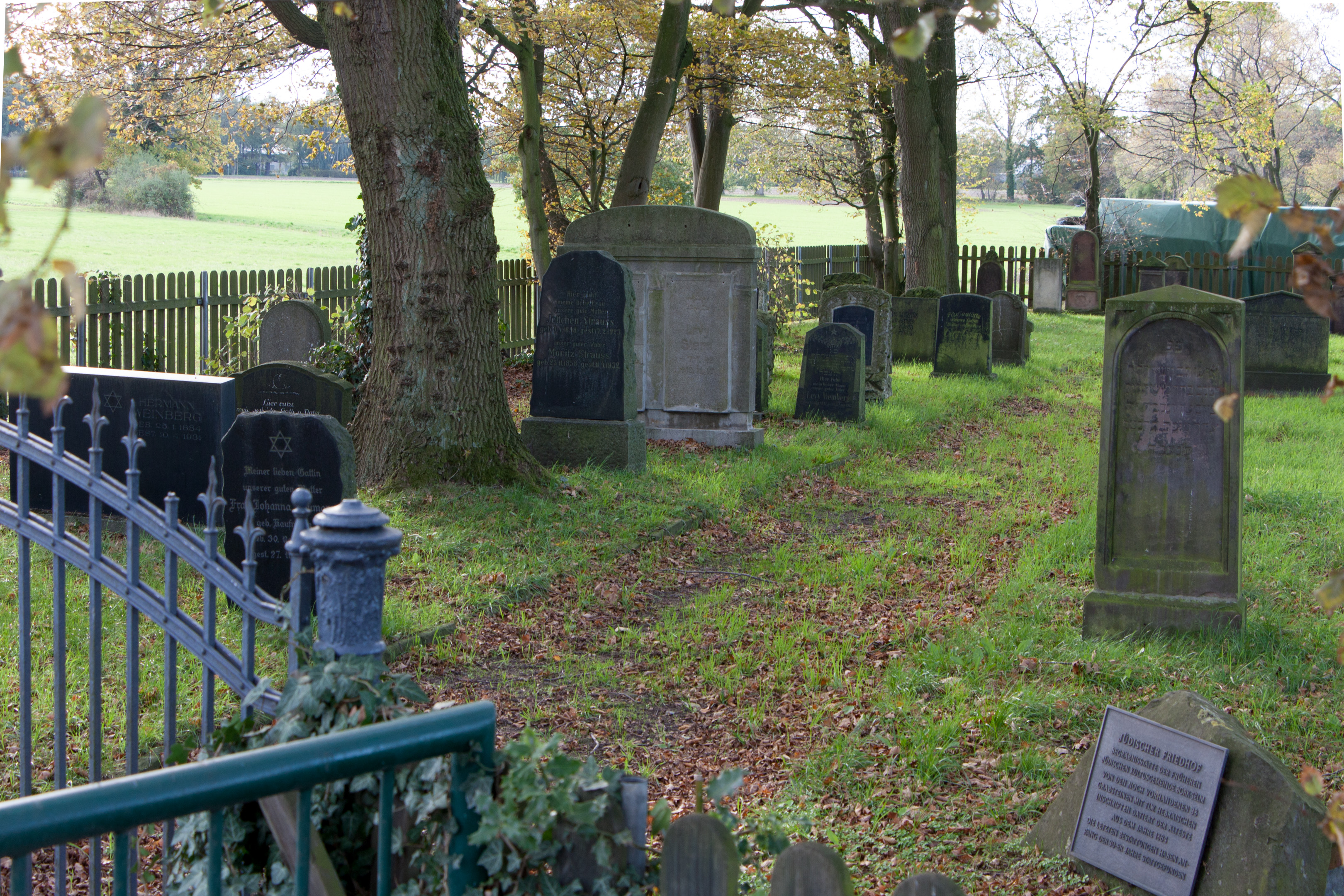
Jüdischer Friedhof Bork

Der Jüdische Friedhof Bork befindet sich in Bork, einem Ortsteil der nordrhein-westfälischen Stadt Selm. Er liegt an der Kreisstraße gegenüber Haus 141, Ecke Haus-Berge-Straße und ist 682 m² groß.

## Geschichte
Über die Entstehungszeit dieses Friedhofs der jüdischen Gemeinde existieren unterschiedliche Angaben. Oft wird das Jahr der ersten Bestattung mit 1869, der letzten mit 1936 angegeben. Ein Gedenkstein trägt folgende Inschrift:
JÜDISCHER FRIEDHOF
BEGRÄBNISSTÄTTE DER FRÜHEREN
JÜDISCHEN KULTUSGEMEINDE BORK-SELM
VON DEM NOCH VORHANDENEN 38
GRABSTEINEN MIT TLW. HEBRÄISCHEN
INSCHRIFTEN DATIERT DER ÄLTESTE
AUS DEM JAHRE 1864
DIE LETZTEN BESTATTUNGEN HABEN AN-
FANG DER 30-ER JAHRE STATTGEFUNDEN
2006 waren 40 Grabsteine (Mazewot) vorhanden. Anhand der identifizierbaren Grabinschriften fand 1934 die letzte Bestattung statt. Der Friedhof ist T-förmig angelegt. Im oberen Teil befinden sich die Bestattungen aus dem 19. Jahrhundert. Zwischen dem linken und rechten Gräberfeld befindet sich ein Weg. Ab dem 20. Jahrhundert wurden die Verstorbenen dort bestattet. Im Gegensatz zum oberen Teil sind die beiden jüngeren Felder dicht mit Efeu bewachsen. Abgesehen von fehlenden Grabsteinen im rechten Feld ist dieser Friedhof augenscheinlich voll belegt. Von der Belegung dieses Friedhofes passen die zwei alten Grabsteine (rechts vorne) nicht ins Bild. Von 1822 bis 1863 starben nach den Sterberegistern  39 Personen. Abzüglich der zwei vorhandenen Grabsteine fehlen 37 Grabstätten. Noch im Jahre 1959 befand sich der Friedhof in einem trostlosen Zustand. Im Jahre 2002 wurde er geschändet. Der Friedhof wird von den Stadtwerken Selm regelmäßig gewartet.

### Einzelne Grabsteine
- Es existiert ein Grabstein aus dem Jahre 1864. Er gehört Therese Alexander. Sie wurde am 2. Juli 1787 geboren und starb am 25. Januar 1864. Wahrscheinlich ist sie mit der am 25. Februar 1864 gestorbenen Trine Abraham, Ehefrau Herz Goldbergs, identisch.
- Rechts neben dem Eingang befinden sich zwei mannshohe Grabsteine mit ausschließlich hebräischen Grabinschriften. Einer von ihnen gehört der am  26. April 1835 verstorbenen Sara Alexander. Frau Alexander war die Witwe von Melcher Moyses und die Tochter von Alexander Süss ben Abraham. Sie wurde 1739 geboren. Allerdings ergibt die Umrechnung des hebräischen Datums ein Sterbedatum von 1. April 1835.
- Am 16. November 1934 starb Moritz Wollenberger. Er wurde am 25. November 1877 geboren.